# 查爾斯·阿弗雷德·塔里亞菲羅
查爾斯·阿弗雷德·塔里亞菲羅（英語：Charles Alfred Taliaferro，常被簡稱為，1905年8月29日—1969年2月3日），美國漫畫家，因身為迪士尼卡通人物唐老鴨的創作者而聞名。
塔里亞菲羅在1905年出生於美國科羅拉多州的蒙特羅斯（Montrose），1969年在加州的格倫代爾（Glendale）逝世。一生參與過許多迪士尼卡通與漫畫的創作，由於畫風獨特，讀者很容易就能分辨出其畫作。

## 生平
1931年1月進入迪士尼參與由佛洛伊德·高佛森所畫的《米奇老鼠系列》。
1932年至1939年參與糊塗交響樂系列卡通的漫畫部分。
1934年畫了他的漫畫處女作——與唐老鴨有關的糊塗交響樂系列，《聰明的小雞》。
1937年開始畫《唐老鴨的大冒險》（Donald Duck's adventures）。同年，他與泰德·奧斯本（Ted Osborne）合作，並在他的協助下創作了唐老鴨的外甥——三隻小鴨休伊（Huey）、德威（Dewey）和路易（Louie）。

## 創作的角色
唐老鴨、黛西鴨（Daisy Duck）、唐老鴨祖母（鸭婆婆），與唐老鴨的外甥休伊，杜威，與路易。